# 楊炎
楊 炎（よう えん、開元15年（727年） - 建中2年（781年））は、中国唐の政治家。両税法の創設者。字は公南。号は小楊山人。諡は粛愍。鳳翔府天興県の人。

## 略歴
初め、河西節度使呂崇賁の掌書記となり文才を開花させる。後に中央政府に入り、同郷の宰相の元載の信任を受け、司勲員外郎・礼部郎中・中書舎人・吏部侍郎・史館修撰を歴任したが、元載の失脚に連座して楊炎も道州司馬に左遷された。

### 両税法
大暦14年（779年）、徳宗が皇帝に即位すると、楊炎は崔祐甫の推薦を受けて宰相職である門下侍郎・同中書門下平章事に抜擢され、朝権回復と財政再建という難題に取り組む事になった。安史の乱以後、河朔三鎮をはじめとする地方の節度使は中央から独立して藩鎮と呼ばれる事実上の独立政権を打ち立てて国は分裂状態にあった。更に農村の荒廃も加わって、唐の財政は危機的状況にあった。
そこで建中元年（780年）、楊炎は塩の専売制を成功させて財政を掌握していた劉晏を処刑して実権を得ると、陸贄らの反対を押し切って両税法を導入し、更に財政収入が宦官に流用される事を禁じて、国家財政を扱う戸部の左蔵庫を充実させた。また、沈既済・杜佑ら有能な人材を登用した事でその名声が高まりつつあった。
だが、こうした政策は税負担の強化を受けた貴族や財政の権限を奪われた宦官、そしてその標的が自分達の勢力削減に向かう事に危機感を抱いた藩鎮が楊炎排斥に動き出す事になる。
楊炎と対立した徳宗の側近の盧杞が楊炎に対する讒言を行うと、反対勢力もこれに同調する。更に楊炎が劉晏の処刑を正当化するために、劉晏が徳宗の異母弟である韓王李迥を擁立しようとしていたという噂を流すと、李迥を信任していた徳宗は楊炎が兄弟の仲を引き裂こうとしていると不快感を抱き始めた（『資治通鑑』）。このため、両税法実施の翌年である建中2年（781年）に楊炎は海南島の崖州司馬に左遷される。だが、その途中で処刑された。